# Hemiedría
La hemiedría es la propiedad de los cristales que sólo presentan la mitad de las caras que tiene la forma holoédrica correspondiente.
En un cristal hemiédrico, los átomos se encuentran ordenados de tal forma que desaparece uno de los elementos de simetría. La blenda, por ejemplo, cristaliza en forma de cubos, pero su simetría es la de un tetraedro. Una troncadura de uno de sus vértices no se repite en los otros siete, sino solamente en tres. En el caso de que esas troncaduras se extiendan en la masa del cristal, pueden llegar a formarse dos tetraedros conjugados cuyas caras no tienen las mismas propiedades.
- Datos: Q5894140